# ジョイス・ヘス
ジョイス・ヘス（Joice Heth、1756年ごろ - 1836年2月19日）は、アフリカ系アメリカ人の女性である。興行師のP・T・バーナムが「ジョージ・ワシントンの元乳母で161歳」と詐称して見世物にしていたが、実際には100歳にもなっていなかった。主張が嘘であったことや、死亡時に公開で解剖したことで、バーナムは悪評を買った。

## 生涯
ヘスの初期の生涯はほとんど知られていない。1835年に奴隷としてジョン・S・ボウリングに購入され、ケンタッキー州ルイビルで見世物にされた。1835年6月に興行師のR・W・リンゼイとコーリー・バートラムに売却された。リンゼイは、ヘスがジョージ・ワシントンの乳母だったと喧伝したが、成功を収められず、ヘスが老齢になってからP・T・バーナムに売却した。1835年のヘスのショーのポスターには、次のように書かれていた。「ジョイス・ヘスは紛れもなく世界で最も驚くべき、そして興味深い珍品だ! 彼女はオーガスティン・ワシントン（ワシントン元帥の父）の奴隷であり、まだ意識のない幼児に初めて服を着せた人物である。彼女の言葉を借りれば、この国の輝かしい父を『彼女は育てた』のである。ジョイス・ヘスは1674年に生まれ、現在161歳という驚異的な年齢に達している」

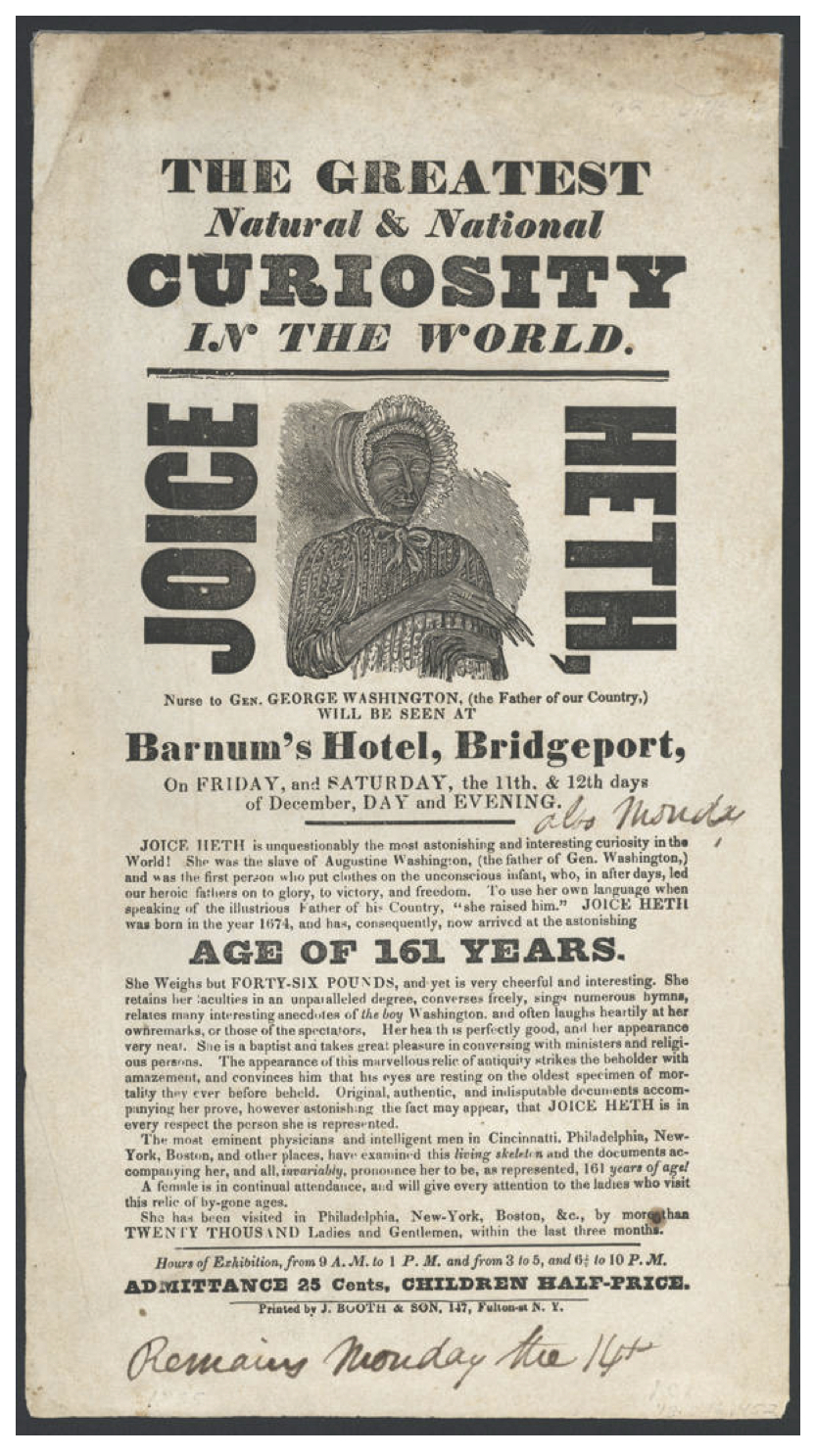
ジョイス・ヘスの見世物のポスター

バーナムは1835年8月11日にニューヨークのニブロズ・ガーデンでヘスの展示を始めた。この時のヘスは最晩年であり、目は見えず、体はほぼ完全に麻痺していた（話すことはでき、右腕を動かすことはできた）。ヘスの年齢の正当性を否定する懐疑論者は、ヘスの体の特徴から、年齢が誇張されていると主張している。ハリエット・A・ワシントンによれば、展示された当時のヘスは非常に小さな体格で、深いしわがあり、歯がなく、猛禽類のような爪を持っていたという。ワシントンは、ヘスの口の中に歯がないのは、バーナムが彼女を老けて見せるために無理矢理歯を抜いた結果だと説明している。バーナムはヘスを7か月間に渡り展示し、その間ヘスは幼少期のジョージ・ワシントンの話をし、賛美歌を歌った。エリック・ロットによれば、ヘスは興行主から1週間に1,500ドルの収入を得ていたという。
バーナムの興行師としてのキャリアは飛躍的に伸びていった。ヘスはマスコミで大きく取り上げられた。ヘスの年齢を疑う声が上がっていたため、バーナムは彼女の死後、公開で解剖することを発表した。翌年、ヘスはコネチカット州ベテルにあるバーナムの弟フィロの家で亡くなった。バーナムはヘスの遺体を故郷のコネチカット州ベセルに「立派に埋葬した」と述べている。

## 公開解剖
ジョイス・ヘスは1836年2月19日にニューヨークで79歳前後で亡くなった。バーナムは世間の関心を集めるために、ヘスの解剖を公開で行った。バーナムは外科医のデビッド・L・ロジャースを雇い、1836年2月25日にニューヨークのシティ・サルーンで1500人の観衆の前で解剖を行った。ロジャースが年齢詐称を宣言すると、バーナムは、解剖されたのは別人で、ヘスは生きていてヨーロッパを旅行中だと主張した。その後、バーナムは年齢詐称を認めた。